# ناکانو یوشیناری
ناکانو یوشیناری (به ژاپنی: 中野 能成 なかの よしなり)، تولد نامشخص - مرگ ۱۲۵۲ یا ۱۲۵۴ میلادی یک سامورایی و فرمانده نظامی از ولایت شینانو در اوایل دوره کاماکورا. نام رایج او اوما نو کون گورو Uma-no-kun, Goro است. گوکه‌نین از شوگون‌سالاری کاماکورا بود. یکی از ملازمان نزدیک دومین شوگون میناموتو نو یوری‌ایه بود نام خانوادگی واقعی او فوجیوارا است. پدرش فوجی‌وارا سوکهیرو بود، اما نظریه‌ای نیز وجود دارد که او داماد یا پسر خوانده‌اش بوده است.
از ژوئیه تا اوت سال اول دوران شوجی (۱۱۹۹)، شش ماه پس از به قدرت رسیدن میناموتو نو یوری‌ایه، ناکانو یوشیناری، وادا توموموری، هیکی سابورو، اوگاساوارا ناگاتسونه و دیگران، به دستور یوری‌ایه، معشوقه آداچی کاگه‌موری را در زمانی که او دور بود، دزدیدند اما بیوه یوریتومو، هوجو ماساکو، او نجات می‌دهد.
این واقعه در آزوما کاگامی، مجموعه‌ای که بعداً توسط خاندان هوجو از شوگون‌سالاری کاماکورا جمع‌آوری شده است، ذکر شده است که استبداد یوری‌ایه را برجسته می‌کند، برخی گمان می‌کنند که این داستان یک تخیل است تا واقعیت.
.